# 李昌勳
李昌勳（1966年9月8日—），韓國男演員。1989年作為MBC公開招募第19期演員出道，在九十年代初期與李炳憲等演員被認為是新一代的領軍人物，2000年代中後期開始主要出演日日劇或晨間劇，代表作品有《媽媽的海》、《M》、《順風婦產科》、《野人時代》、《戰爭與愛情》等電視劇。

## 演出作品

### 電視劇
- 1990年：MBC《大院君》飾演 邊燧（朝鲜语：변수 (1861년)）
- 1991年：MBC《春史羅雲奎（朝鲜语：춘사 나운규 (드라마)）》飾演 罗云奎
- 1991年：MBC《田園日記》
- 1991年：KBS2《麥浪時代（朝鲜语：맥랑시대）》
- 1992年：SBS《親愛的你》
- 1993年：MBC《媽媽的海（朝鲜语：엄마의 바다）》飾演 尹尚奎
- 1994年：MBC《M》飾演 宋志錫
- 1994年：MBC《濑目（朝鲜语：여울목）》飾演 朴成彬
- 1995年：MBC《戰爭和愛情（朝鲜语：전쟁과 사랑）》飾演 金南天
- 1996年：KBS2《顏色（朝鲜语：컬러 (드라마)）》飾演 李勝友
- 1996年：KBS2《遙遠的國度（朝鲜语：머나먼 나라）》飾演 池亨旭
- 1997年：KBS2《走向暴風（朝鲜语：폭풍 속으로 (1997년 드라마)）》飾演 李康燦
- 1997年：KBS2《求婚（朝鲜语：프로포즈 (드라마)）》飾演 白珉錫
- 1997年：MBC《英雄神話》飾演 金仁宇
- 1997年：KBS1《慕情之江（朝鲜语：모정의 강）》
- 1998年：SBS《風之歌》飾演 金道均
- 1998年：KBS1《你與我的歌（朝鲜语：너와 나의 노래）》飾演 民浩
- 1998年：SBS《順風婦產科》飾演 李昌勳
- 1999年：KBS2《殷菲玲（朝鲜语：은비령）》飾演 正宇
- 1999年：KBS2《學校（朝鲜语：학교 (드라마)）》飾演 英語老師李在河
- 1999年：KBS2《最愛是誰》飾演 姜東石
- 1999年：KBS2《學校2（朝鲜语：학교 2 (드라마)）》飾演 英語老師李在河
- 1999年：KBS1《太陽上升月亮出來（朝鲜语：해뜨고 달뜨고）》飾演 崔志赫
- 2001年：KBS2《照亮明天（朝鲜语：내일은 맑음 (2000년 드라마)）》
- 2001年：KBS2《可愛的女人（朝鲜语：귀여운 여인 (KBS 드라마)）》飾演 金勳
- 2001年：KBS2《在花園裡（朝鲜语：꽃밭에서）》飾演 都鎮表
- 2001年：KBS2《綢緞花香木（朝鲜语：비단향꽃무 (드라마)）》飾演 姜敏赫
- 2001年：KBS1《這是愛（朝鲜语：사랑은 이런거야）》飾演 車准範
- 2002年：SBS《野人时代》飾演 小林
- 2003年：SBS《千年之愛》飾演 金春裴
- 2004年：KBS1《百萬朵玫瑰（朝鲜语：백만송이 장미 (드라마)）》飾演 江閔志
- 2005年：KBS2《漂亮寶貝》飾演 鄭在民
- 2005年：SBS《薯童謠》飾演 木羅須
- 2006年：SBS《意外情緣My Love》飾演 趙理煥
- 2007年：MBC《還是喜歡你》飾演 尹錫佑
- 2007年：MBC《李祘》飾演 思悼世子（特別出演）
- 2010年：SBS《唐突的女人》飾演 韓奎振
- 2011年：SBS《你睡著的時候》飾演 蔡赫鎮
- 2013年：MBC《當男人戀愛時》飾演 具容甲
- 2017年：SBS《I am Sorry 姜男具》飾演 申太進

### 電影
- 1993年：《英雄們的展翅（朝鲜语：영웅들의 날개짓）》
- 1994年：《𤳆大韓（朝鲜语：라이 따이한 (영화)）》
- 2002年：《四趾（朝鲜语：4발가락）》
- 2005年：《登無等山的朴興淑（朝鲜语：무등산 타잔, 박흥숙）》
- 2008年：《看得到首爾嗎？（朝鲜语：서울이 보이냐?）》
- 2011年：《公訴時效》
- 2018年：《世越號》

## 獎項
- 1995年：MBC演技大賞 － 優秀獎
- 1996年：第一屆亞洲電視獎 － 優秀獎
- 1996年：新加坡亞洲電視雜誌評選 最佳男演員
- 1999年：KBS演技大獎 – 優秀演技獎
- 2001年：KBS演技大獎 – 人氣獎

## 外部連結
- 李昌勳在韩国电影数据库（KMDb）上的資料（韓語）
- 李昌勳的Naver人物資料 （页面存档备份，存于）
- 李昌勳的Daum人物資料 （页面存档备份，存于）